# Cédric Fofana
Pour les articles homonymes, voir Fofana.
Cédric Fofana (né le 15 septembre 2003 à Montréal) est un plongeur canadien.

## Carrière
Il débute les compétitions de plongeon avec le club civil de plongeon du Rouge et Or, à Québec.
En 2018, Fofana connaît ses premiers succès à l'échelle internationale. Il remporte le bronze dans la catégorie des 14-15 ans dans l'épreuve de plongeon au tremplin de 3m au Championnat du monde junior de plongeon de la FINA 2018 à Kiev, en Ukraine, en plus de participer aux finales du tremplin de 1m et de la tour de 10m. Son pointage au tremplin de 3m constitue un record canadien.
Il débute les épreuves seniors à l'âge de 15 ans.
En juillet 2021, Fofana remporte la compétition individuelle au tremplin de 3m aux essais olympiques canadiens et se qualifie pour les Jeux olympiques d'été de 2020,,. Se qualifiant de « tellement nerveux » à l'entame de la compétition, il ne réussit à plonger aussi bien qu'à son habitude et termine au 29e et dernier rang.

## Palmarès

### Championnats du monde
- Championnat du monde junior de 2018 à Kiev :
  -  Médaille de bronze au plongeon au tremplin de 3 m (score de 459,05)

### Jeux olympiques
- Jeux olympiques d'été de 2020 à Tokyo
  - 29e rang des qualifications (score de 225,35)